# Parroquia de Granadinas
Las Granadinas (inglés: Grenadines Parish) conforman una de un total de seis parroquias en las que se subdivide San Vicente y las Granadinas. Posee una superficie de 43 km². Su población se eleva al número de 9200 personas (según cifras del censo realizado en el año 2000), por lo que la densidad es de 213,95 personas por cada kilómetro cuadrado. La ciudad capital de las Granadinas es Port Elizabeth.
Pueblos y ciudades de esta parroquia:
- Ashton
- Bednoe
- Charlestown
- Cheltenham
- Clifton
- Derrick
- Dovers
- Friendship
- Lovell Village
- Old Wall
- Paget Farm
- Port Elizabeth

- Datos: Q2545297